# Estonia 5
Estonia 5 – samochód wyścigowy, zaprojektowany przez Romana Bertełowa i skonstruowany przez TARK pod marką Estonia na zawody Sowieckiej Formuły Junior.

## Specyfikacja
Model był zbudowany w specyfikacji Formuły Junior. Ze względu na brak w ZSRR silników o wymaganej pojemności (1 litr) był on napędzany silnikiem pochodzącym z NRD – dwusuwową jednostką R3 Wartburg 312 o pojemności 991 cm³. Silnik ten, umieszczony z tyłu, osiągał moc 60 KM przy 5000 rpm, co pozwalało na osiągnięcie prędkości 170 km/h. Sprzężony był z czterobiegową skrzynią biegów i napędzał tylną oś. Nadwozie opierało się na ramie rurowej. Układ hamulcowy stanowiły bębny.
Samochód uczestniczył w Sowieckiej Formule Junior w latach 1962–1963. W roku 1963 Enn Griffel zdobył nim tytuł mistrzowski, a Uno Aava zajął drugie miejsce w klasyfikacji.
Zbudowano dwa egzemplarze modelu.

## Wyniki w Sowieckiej Formule Junior
| Legenda oznaczeń w tabelach wyników Wyświetl szablon na nowej stronie | Legenda oznaczeń w tabelach wyników Wyświetl szablon na nowej stronie                                                                     |
| Oznaczenie                                                            | Wyjaśnienie |
| --------------------------------------------------------------------- | --- |
| Złoty                                                                 | Zwycięzca lub mistrzostwo |
| Srebrny                                                               | 2. miejsce lub wicemistrzostwo |
| Brązowy                                                               | 3. miejsce lub II wicemistrzostwo |
| Zielony                                                               | Ukończył, punktował (w klasyfikacji generalnej, gdy zdobył co najmniej jeden punkt na przestrzeni sezonu, poza trzema powyższymi opcjami) |
| Niebieski                                                             | Ukończył, nie punktował (w klasyfikacji generalnej, gdy nie zdobył co najmniej jednego punktu na przestrzeni sezonu)                      |
| Czerwony                                                              | Nie zakwalifikował się (NZ) |
| Czerwony                                                              | Nie prekwalifikował się (NPK) |
| Różowy                                                                | Nie ukończył (NU) |
| Różowy                                                                | Niesklasyfikowany (NS) (w klasyfikacji generalnej, gdy nie został sklasyfikowany w żadnym wyścigu sezonu)                                 |
| Czarny                                                                | Zdyskwalifikowany (DK) |
| Czarny                                                                | Wykluczony (WYK/EX) |
| Biały                                                                 | Nie wystartował (NW) |
| Biały                                                                 | Kontuzjowany (K/INJ) |
| Biały                                                                 | Wyścig odwołany (OD/C) |
| Bez koloru                                                            | Został wycofany (WYC/WD) |
| Bez koloru                                                            | Nie przybył (NP/DNA) |
| Bez koloru                                                            | Nie brał udziału w treningach (NT/DNP) |
| Bez koloru                                                            | Nie został zgłoszony (–) |
| Pogrubienie                                                           | Start z pole position |
| Kursywa                                                               | Najszybsze okrążenie wyścigu |
| †                                                                     | Nie ukończył, ale jego rezultat został zaliczony ze względu na przejechanie więcej niż 90% dystansu wyścigu.                              |
| *                                                                     | Sezon w trakcie |
| 1/2/3                                                                 | Punktowana pozycja w sprincie kwalifikacyjnym                                                                                             |
| Lista systemów punktacji Formuły 1                                    | |

| Sezon | Zespół         | Silnik   | Kierowcy    | Wyniki w poszczególnych eliminacjach | Wyniki w poszczególnych eliminacjach | Wyniki kierowców | Wyniki kierowców |
| 1963  |                |          |             |                                      |                                      | Pkt.             | Msc.             |
| ----- | -------------- | -------- | ----------- | ------------------------------------ | ------------------------------------ | ---------------- | ---------------- |
| 1963  | Tallinna Kalev | Wartburg | Enn Griffel | 1                                    | 5                                    | 16               | 1                |
| 1963  | Tallinna Kalev | Wartburg | Uno Aava    | 4                                    | 6                                    | ?                | 2                |